# Пахіподіум
Пахіподіум (Pachypodium Roem. & Schult.) — сукулентний рід рослин з родини кутрових або барвінкових (Apocynaceae). Деякі види — яскраво виражені каудексоформні рослини.

## Назва

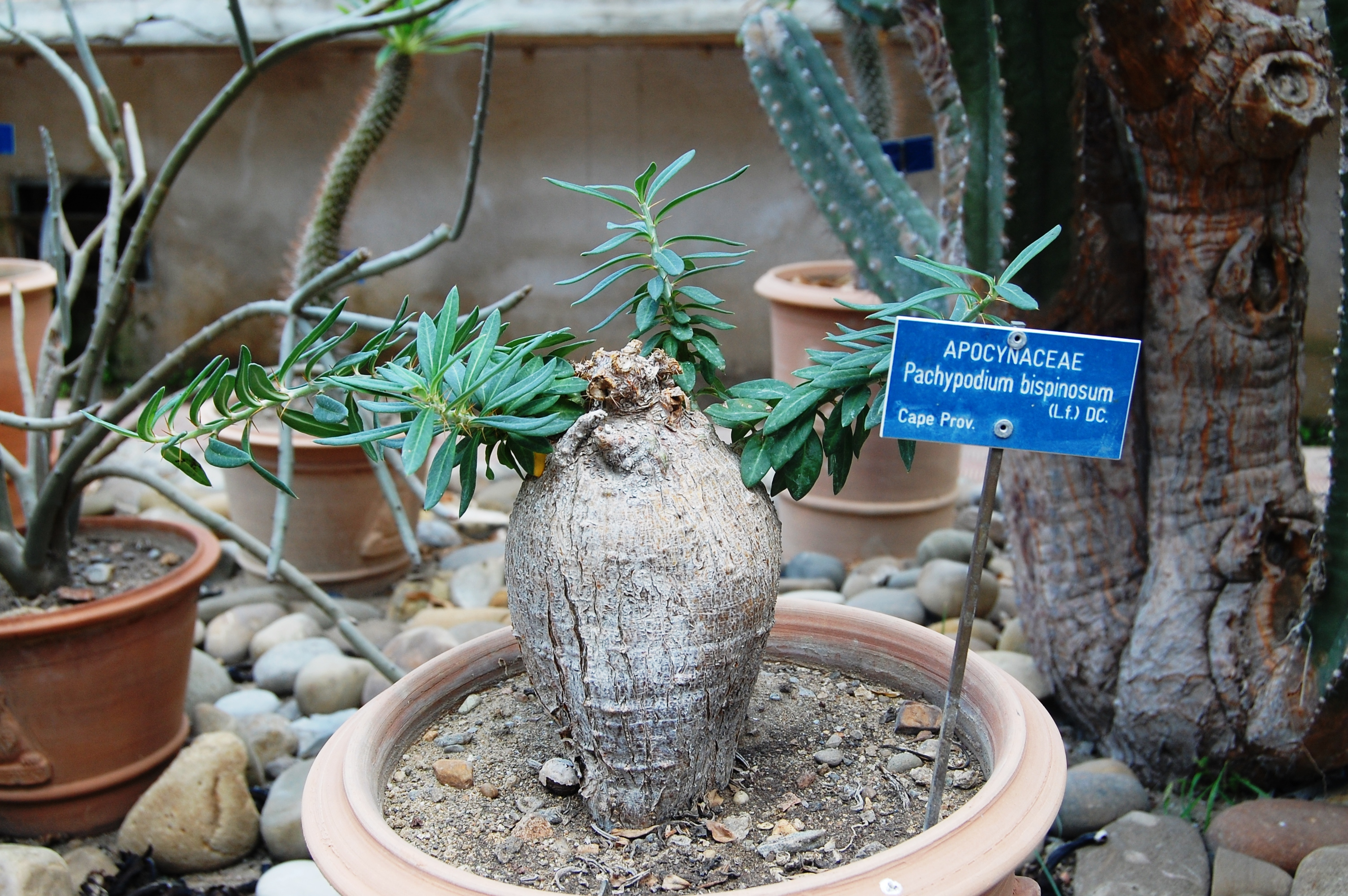
Pachypodium bispinosum

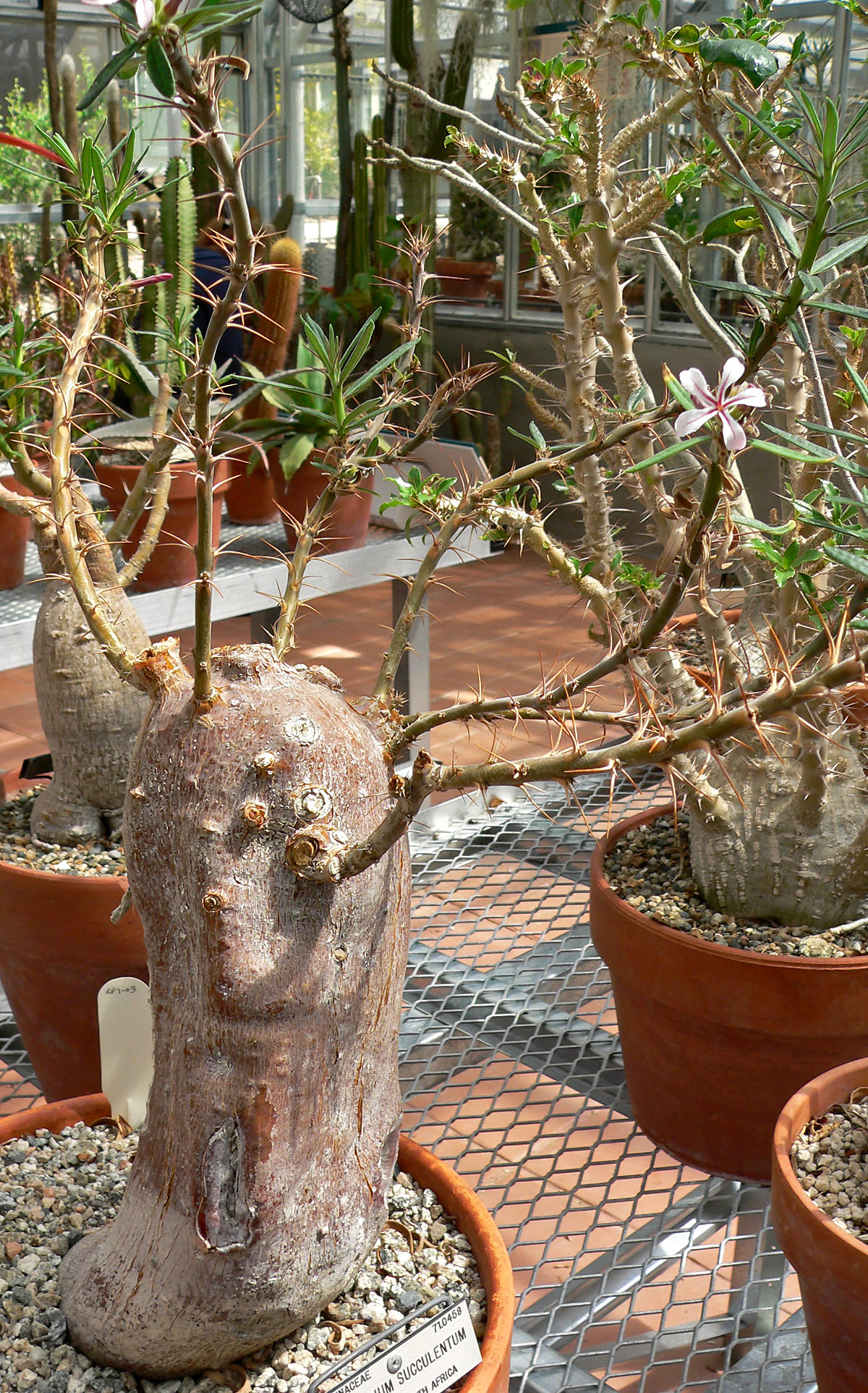
Pachypodium succulentum

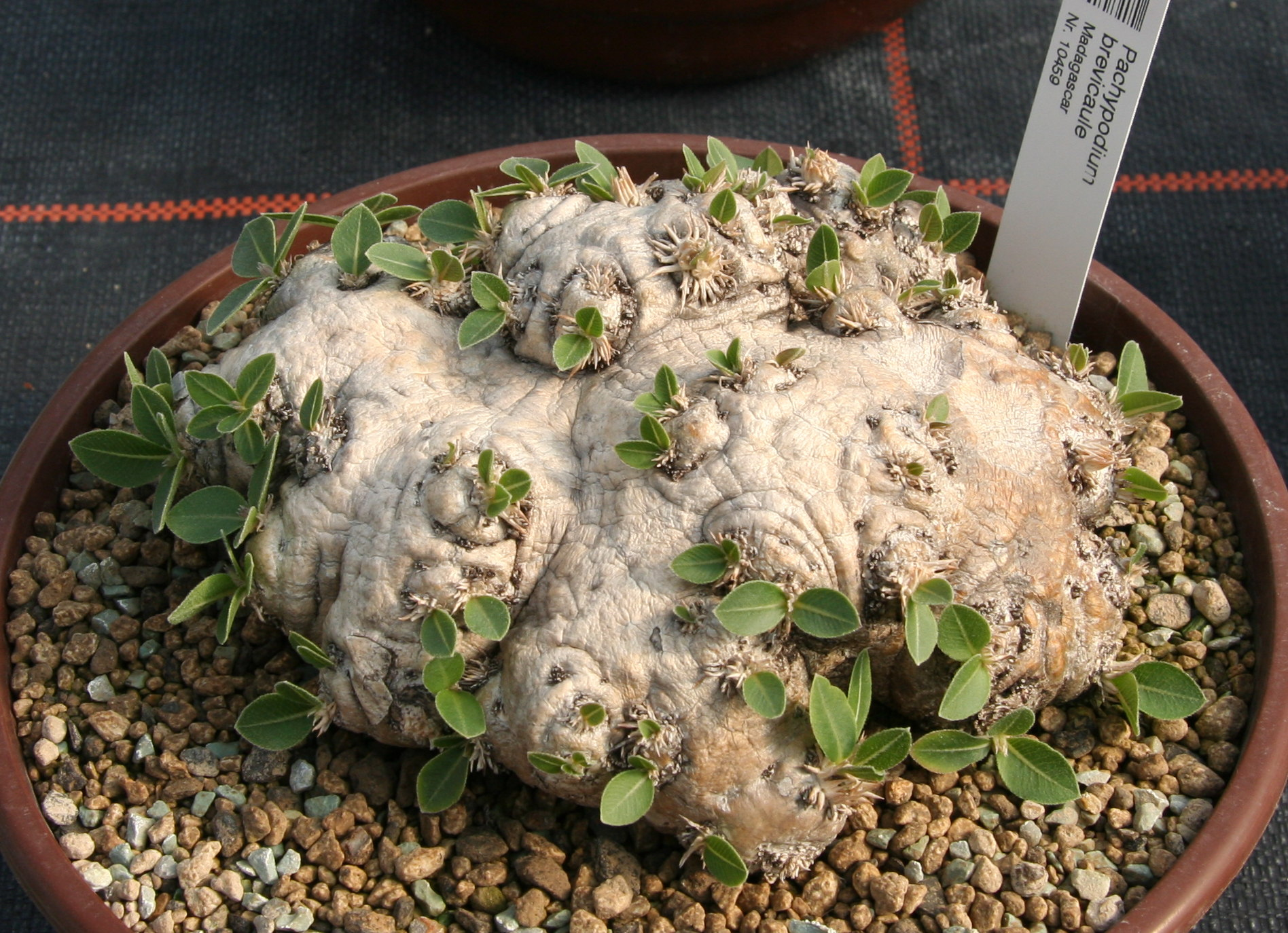
Pachypodium brevicaule

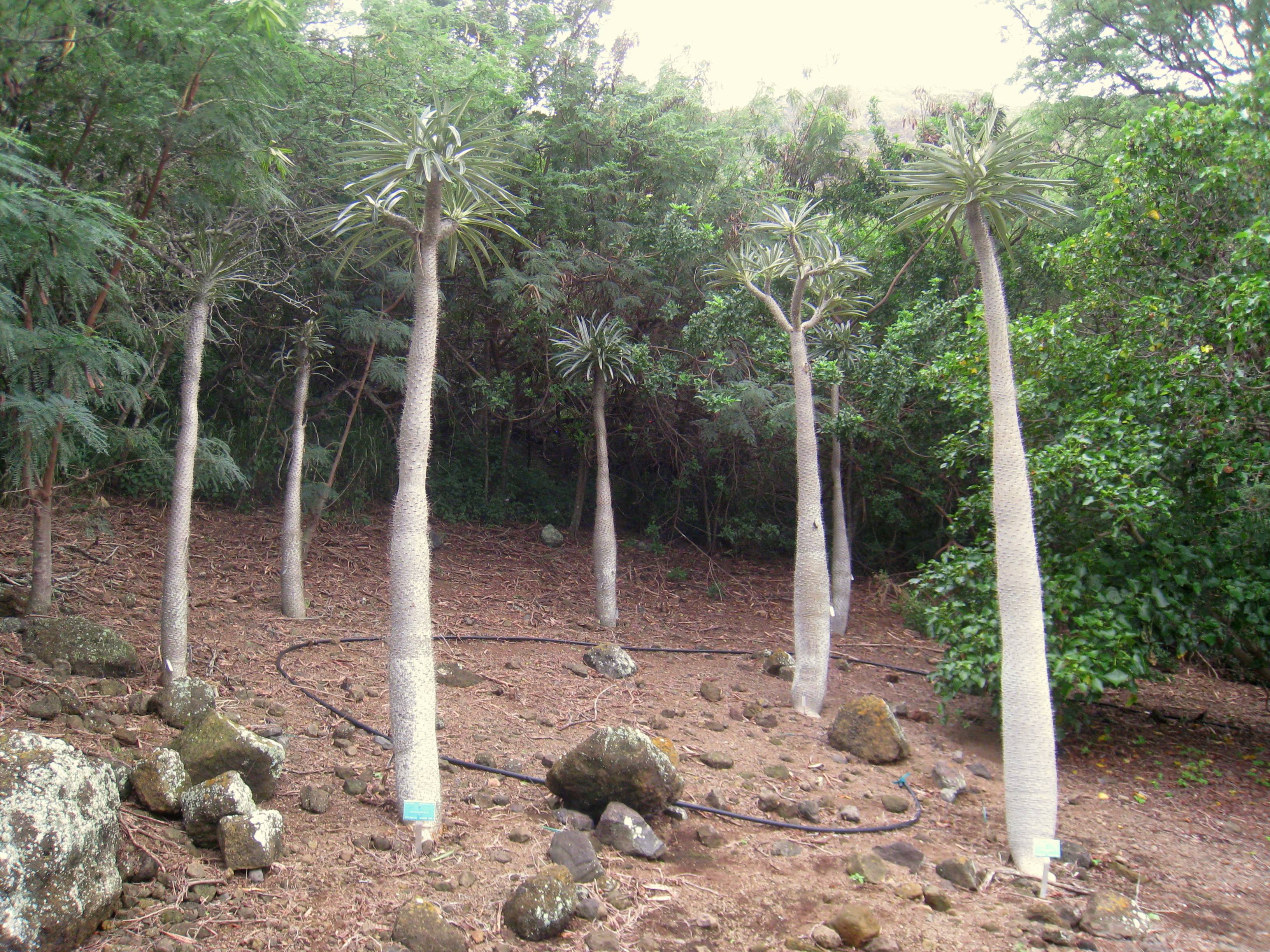
Pachypodium geayi

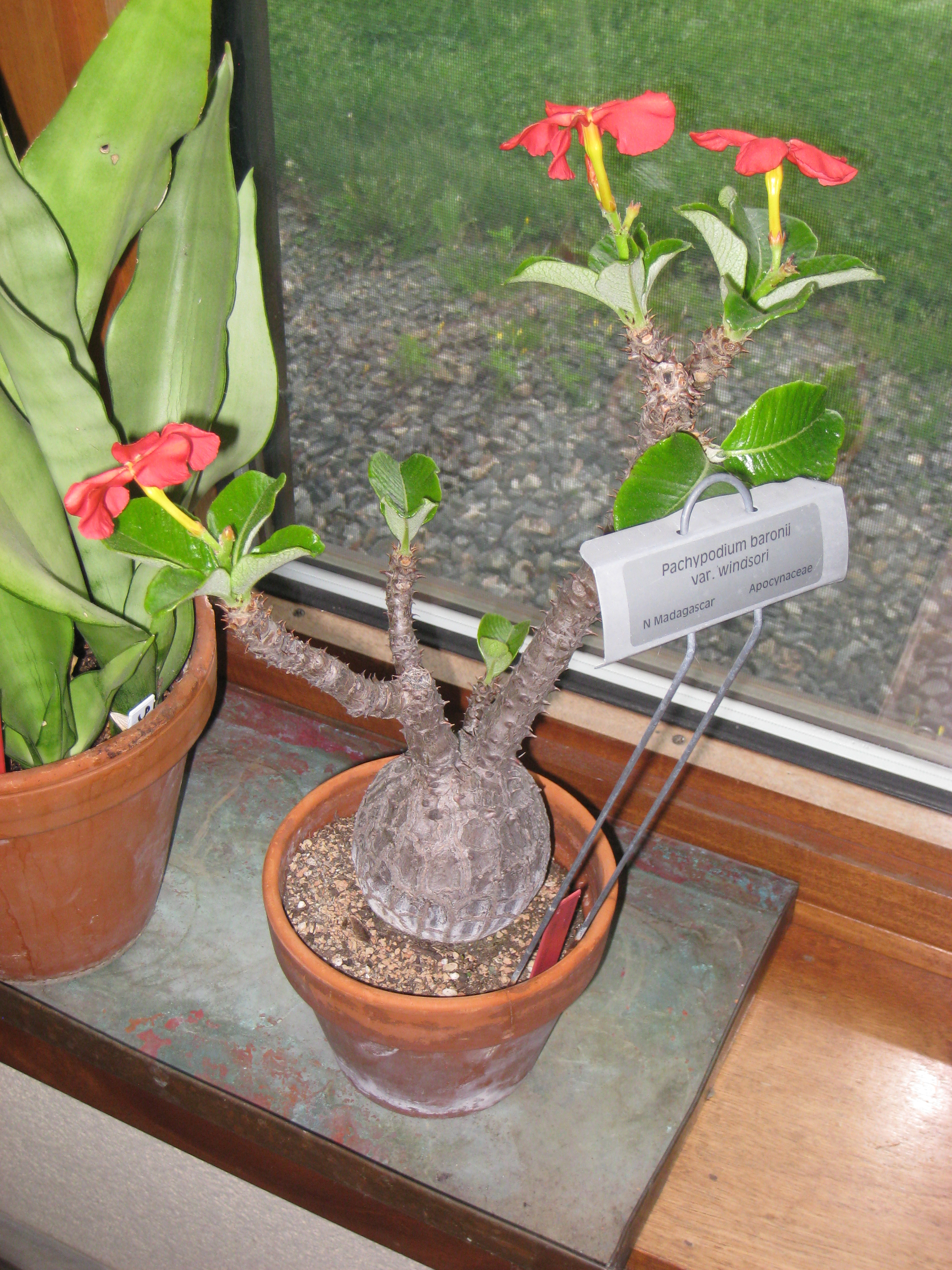
Pachypodium baronii

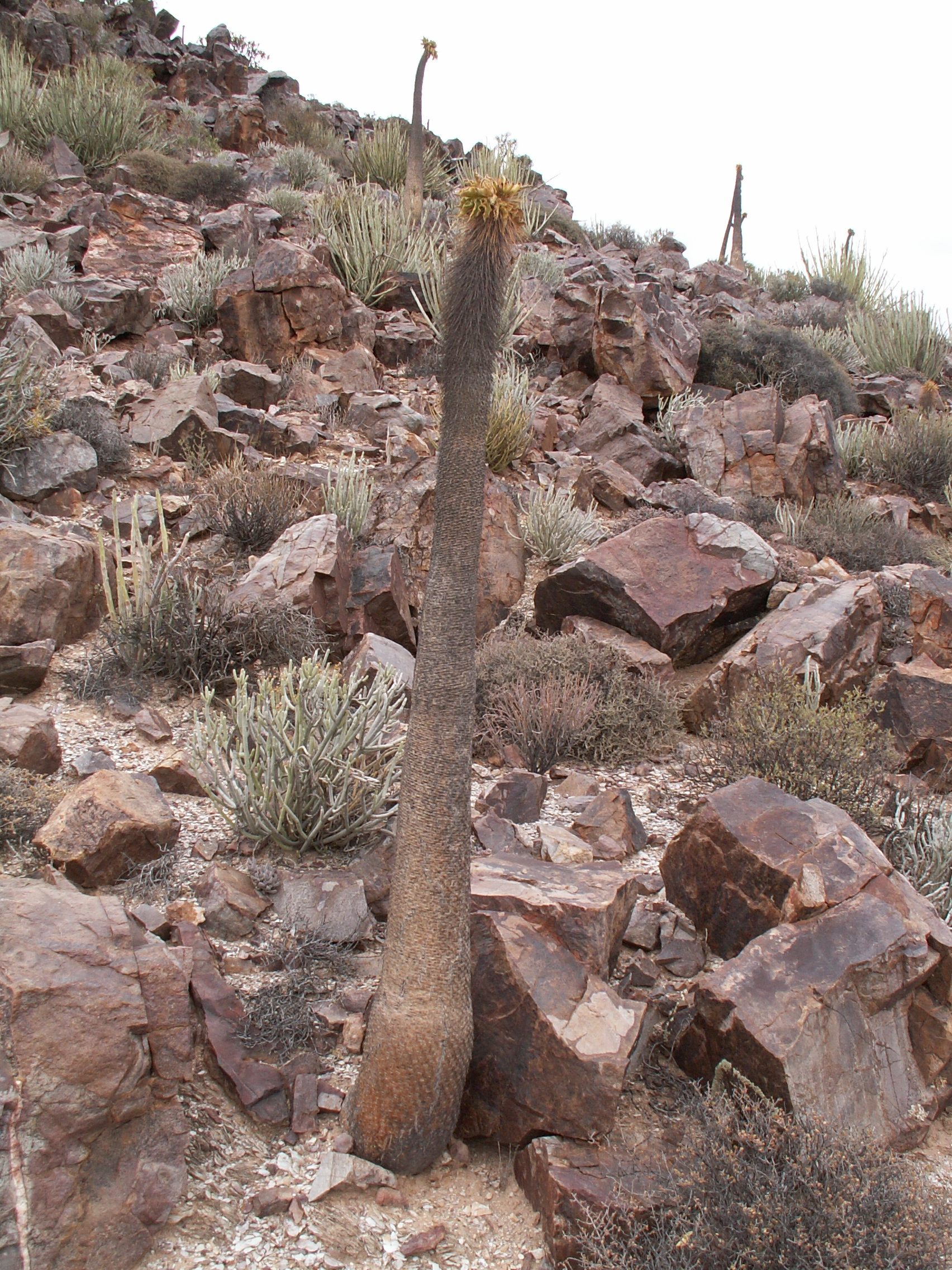
Pachypodium namaquanum у Північній Капській провінції, ПАР

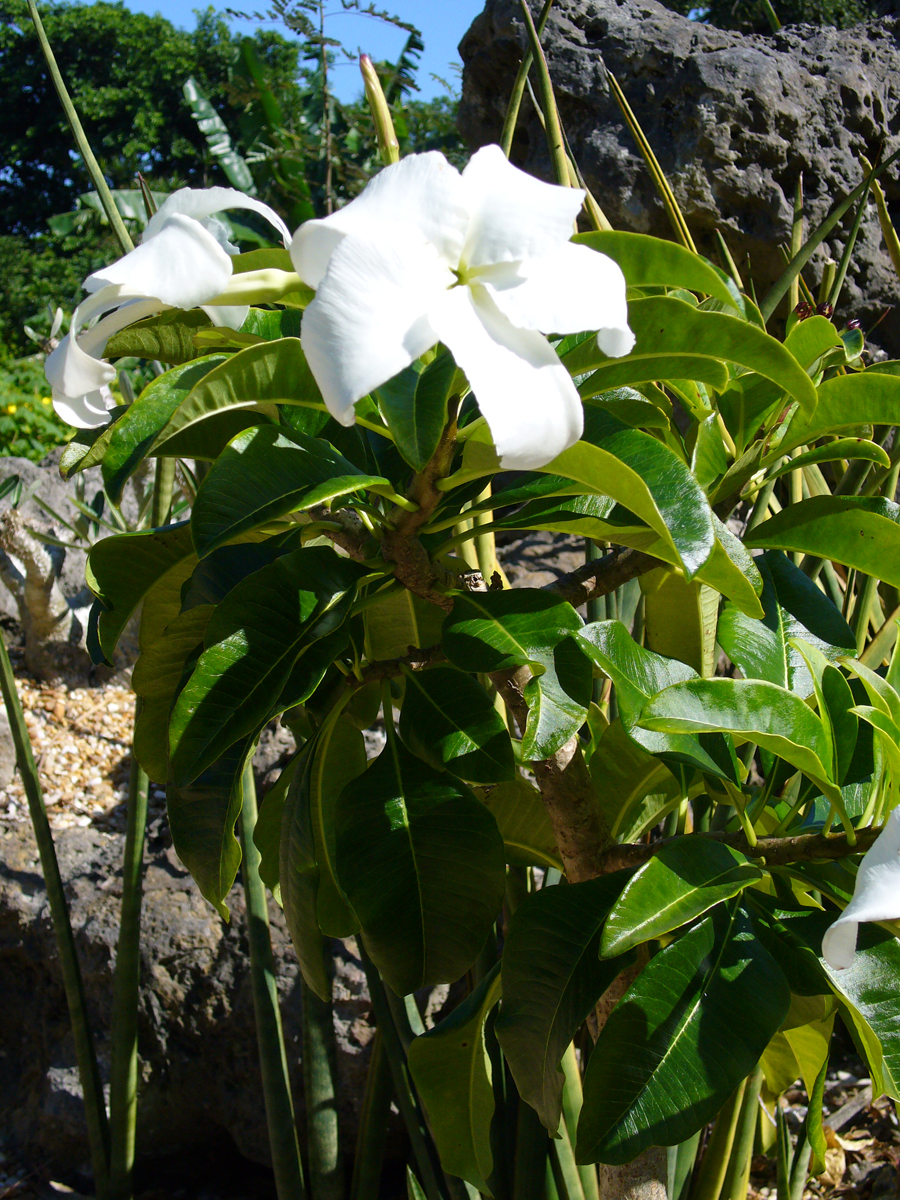
Pachypodium decaryi

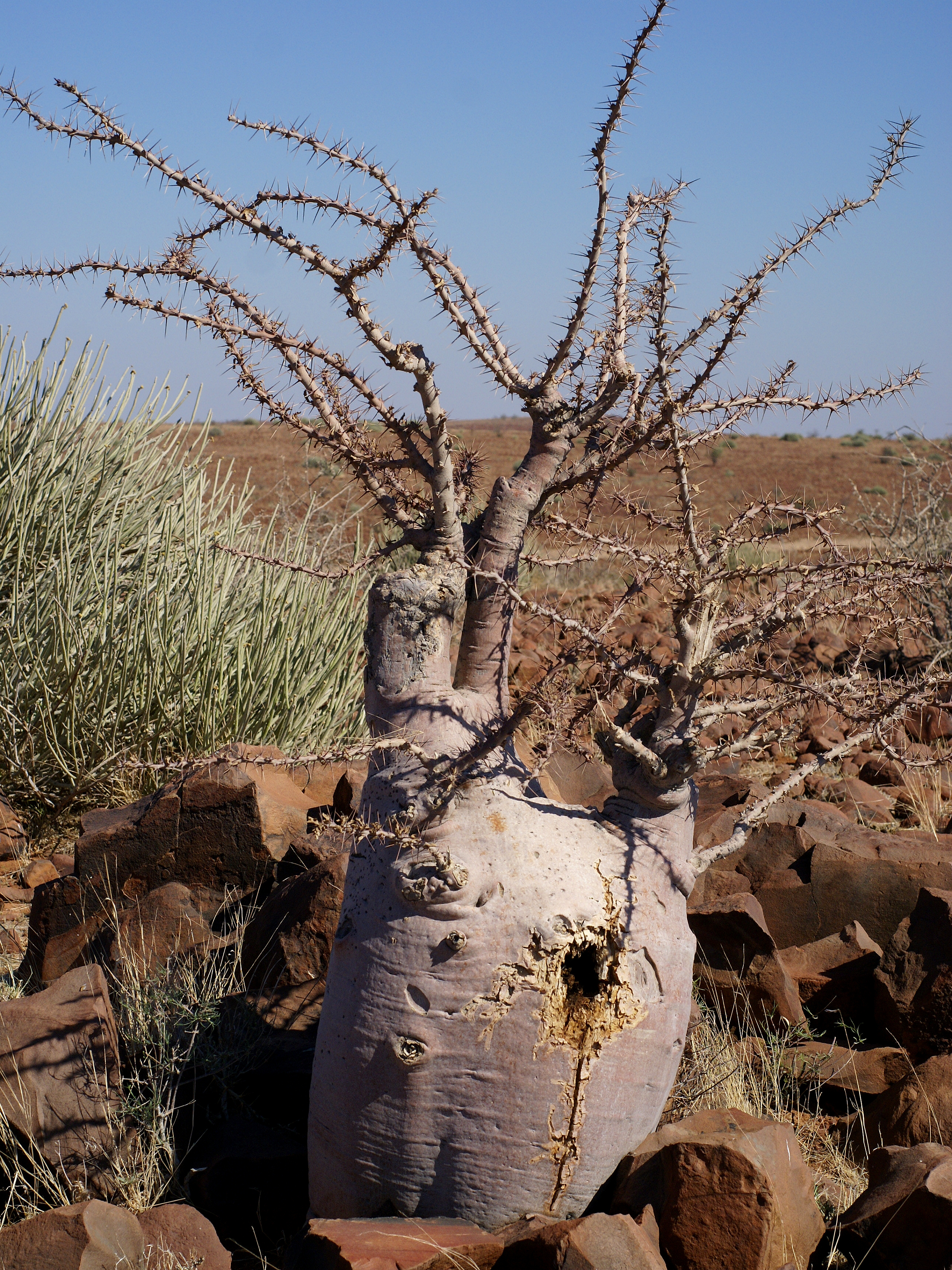
Pachypodium lealii в природних умовах в Намібії

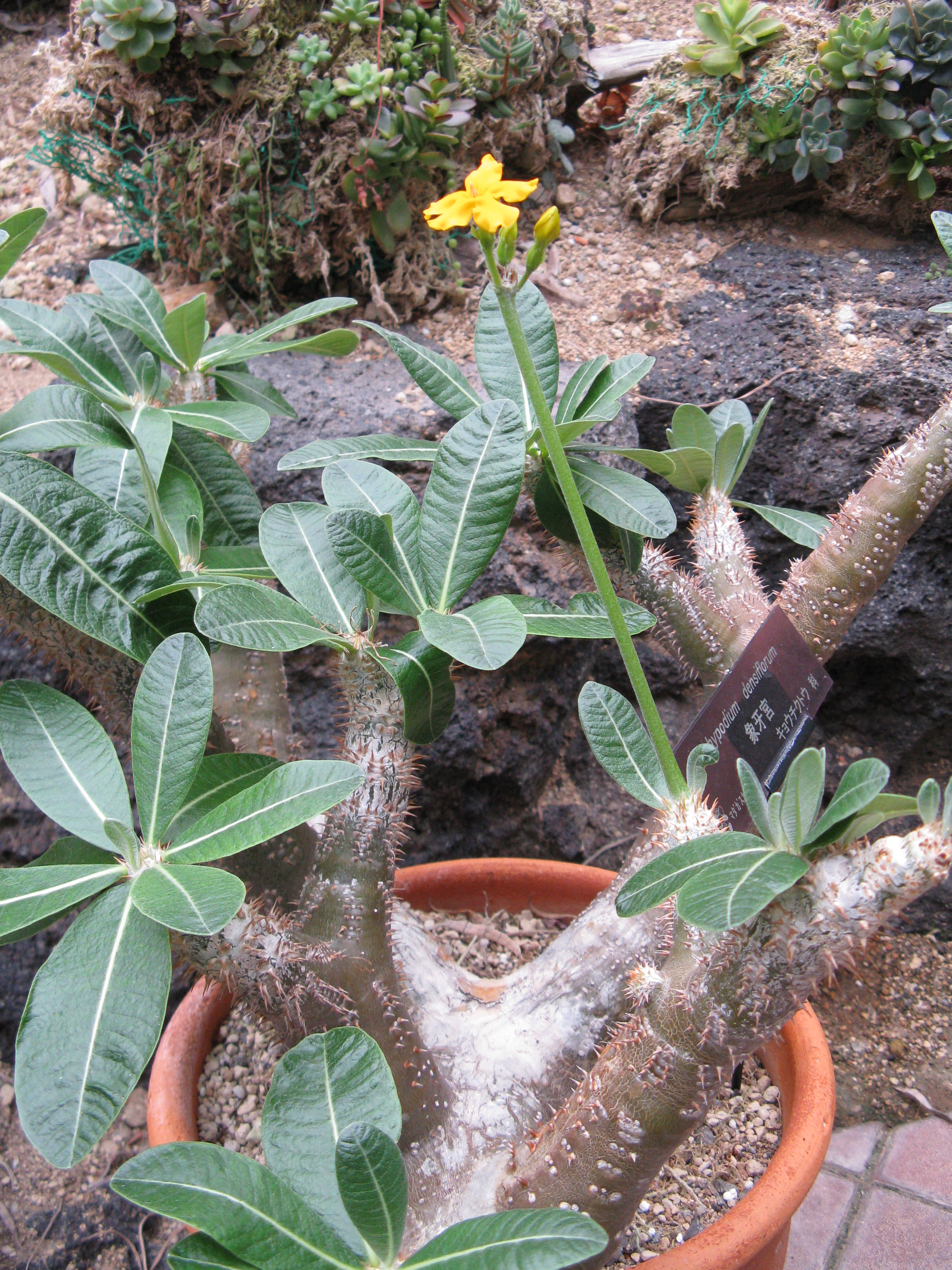
Pachypodium densiflorum

Родова назва походить від грецької «товсті ноги», у зв'язку з тим, що більшість видів мають стовбур у формі пляшки. Народна назва — мадагаскарська пальма застосовується, переважно, до найпоширенішого в культурі виду пахіподіум Ламера через пучок лінійного листя на верхівці товстого діжкоподібного колючого стебла.

## Поширення
Рід пахіподіум містить, за різними оцінками, до 25 видів. Більшість з них є ендеміками Мадагаскару, інші походять з Південної та Південно-Західної Африки.

## Загальна біоморфологічна характеристика
Більшість з пахіподіумів є чагарниками, але деякі види формують дерева, до 6 м заввишки. Рід пахіподіум близький до роду аденіум — основна відмінність полягає в тому, що гілки і стовбури Pachypodium покриті сильними шипами. Стовбур — міцний, м'ясистий, бочко- або пляшкоподібний, до 1 м у діаметрі. Деякі види (Pachypodium succulentum) мають масивний ріпоподібний каудекс, нижня частина якого заглиблюється у кам'янистий ґрунт. Каудекси збільшуються в розмірах тільки в «підземному» стані і припиняють цей процес на світлі. Листки прості, цілокраї, чергові або кільчасто розміщені на верхівках гілок. Більшість видів пахіподіум листопадні і в кінці вегетаційного періоду частково або повністю скидають листя. Квіти — воронкоподібні, білі, рожеві, жовті, зібрані у верхівкові суцвіття, схожі на квіти олеандра. У відкритому стані квітка знаходиться близько тижня. Цвітуть зазвичай дорослі рослини віком від 10 років або більше. Розмножуються насінням навесні або влітку. Як і в аденіумів, сік пахіподіумів, хоча і меншою мірою, але отруйний. Бушмени Африки досі стріли, що використовуються для полювання, отруюють соком пахіподіумів.

## Утримання в культурі
Пахіподіум поки ще рідкий у культурі, вирощують в основному Pachypodium lamerei. Культура пахіподіумів подібна до аденіумів. Взимку утримують майже сухо при температурі +14…+18 °C. Влітку полив помірний, але без пересушування земляної грудки. При надмірному поливі у пахіподіумів загнивають стебла (особливо бульбоподібні) і коріння. Весь теплий період, поки температура не опускається нижче 15 °C, рослини бажано утримувати на свіжому повітрі на максимально сонячному місці. Землесуміш має бути повітре- та вологопроникна, складається в рівних кількостях із земельної суміші і наповнювачів у вигляді відсіву гравію, пемзи, вермикуліту з додаванням крихти верхового торфу. На дно горщика слід укласти шар моху-сфагнуму або керамзиту для дренажу.
Утримують у ботанічних садах і приватних колекціях. Колекція Ботанічного саду імені академіка Олександра Фоміна представлена шістьма видами.
Розмножують майже винятково насінням. Живцюються на превелику силу лише деякі види.

## Охоронний статус
Один з видів — Pachypodium namaquanum занесений до Червоного Списку Міжнародного Союзу Охорони Природи. Три види — Pachypodium ambongense, Pachypodium baronii, Pachypodium decaryi входять до списку I Конвенції про міжнародну торгівлю видами дикої фауни і флори, що перебувають під загрозою зникнення (CITES). Торгівля одного виду — Pachypodium brevicaule регулюється положеннями статті III цієї ж Конвенції.

## Систематика
| Таксон                                     | Автор                        | Ареал           | Форма    | Кольор квітів |
| Pachypodium ambongense                     | H.Poiss.                     | Мадагаскар      | Чагарник | Білий         |
| Pachypodium baronii                        | Constantin and Bois          | Мадагаскар      | Чагарник | Червоний      |
| Pachypodium bispinosum                     | (L.f.) A.DC.                 | Південна Африка | Чагарник | Рожевий       |
| Pachypodium brevicaule subsp. brevicaule   | Baker                        | Мадагаскар      | Чагарник | Жовтий        |
| Pachypodium brevicaule subsp. leucoxanthum | L¨uthy                       | Мадагаскар      | Чагарник | Білий         |
| Pachypodium decaryi                        | H.Poiss.                     | Мадагаскар      | Чагарник | Білий         |
| Pachypodium densiflorum                    | Baker                        | Мадагаскар      | Чагарник | Жовтий        |
| Pachypodium eburneum                       | Lavranos and Rapan.          | Мадагаскар      | Чагарник | Білий         |
| Pachypodium geayi                          | Costantin and Bois           | Мадагаскар      | Дерево   | Білий         |
| Pachypodium horombense                     | H.Poiss.                     | Мадагаскар      | Чагарник | Жовтий        |
| Pachypodium inopinatum                     | Lavranos                     | Мадагаскар      | Чагарник | Білий         |
| Pachypodium lamerei                        | Drake                        | Мадагаскар      | Дерево   | Білий         |
| Pachypodium lealii                         | Welw.                        | Південна Африка | Дерево   | Білий         |
| Pachypodium menabeum                       | Leandri                      | Мадагаскар      | Дерево   | Білий         |
| Pachypodium mikea                          | L¨uthy                       | Мадагаскар      | Дерево   | Білий         |
| Pachypodium namaquanum                     | (Wyley ex Harv.) Welw.       | Південна Африка | Чагарник | Червоний      |
| Pachypodium rosulatum subsp. bemarahense   | L¨uthy and Lavranos          | Мадагаскар      | Чагарник | Жовтий        |
| Pachypodium rosulatum subsp. bicolor       | (Lavranos and Rapan.) L¨uthy | Мадагаскар      | Чагарник | Жовтий        |
| Pachypodium rosulatum subsp. cactipes      | (K.Schum.) L¨uthy            | Мадагаскар      | Чагарник | Жовтий        |
| Pachypodium rosulatum subsp. gracilius     | (H.Perrier) L¨uthy           | Мадагаскар      | Чагарник | Жовтий        |
| Pachypodium rosulatum subsp. makayense     | (Lavranos) L¨uthy            | Мадагаскар      | Чагарник | Жовтий        |
| Pachypodium rosulatum subsp. rosulatum     | Baker                        | Мадагаскар      | Чагарник | Жовтий        |
| Pachypodium rutenbergianum                 | Vatke                        | Мадагаскар      | Дерево   | Білий         |
| Pachypodium saundersii                     | N.E.Br.                      | Південна Африка | Чагарник | Білий         |
| Pachypodium sofiense                       | (H.Poiss.) H.Perrier         | Мадагаскар      | Дерево   | Білий         |
| Pachypodium succulentum                    | (L.f.) A.DC.                 | Південна Африка | Чагарник | Рожевий       |
| Pachypodium windsorii                      | H.Poiss.                     | Мадагаскар      | Чагарник | Червоний      |